# Blood Feast
Blood Feast ist ein US-amerikanischer Exploitation-Horrorfilm aus dem Jahr 1963. Der von Herschell Gordon Lewis gedrehte und von David F. Friedman produzierte Spielfilm gilt als der erste Splatter- und Gorefilm der Filmgeschichte.

## Handlung
Eine junge Frau, die gerade ein Bad genommen hat, wird brutal ermordet, nachdem sie eben erst im Radio die Nachrichten über eine anhaltende Mordwelle in der Stadt gehört hat. Der Mörder, Fuad Ramses, Inhaber eines kleinen ägyptischen Catering-Services, sticht mit einem langen Fleischermesser auf das Opfer ein und trennt ihr Bein ab, das er in einem Sack verstaut. Ramses ist Anhänger des altägyptischen Ischtar-Kultes, der mit den Leichen seiner Serienmorde ein Festmahl (engl.: „feast“) zubereiten möchte, das eine ahnungslose Kundin bei ihm in Auftrag gegeben hat.
Der Reihe nach besorgt Ramses seine „Zutaten“ durch weitere brutale Morde, während die Polizei im Dunkeln tappt. Erst die Vorlesung eines Professors über ägyptische Geschichte und den Ischtar-Kult, an der ein mit dem Fall beauftragter Polizeibeamter zufällig teilnimmt, lässt den Fall in neuem Licht erscheinen. Nachdem der Polizist erfährt, dass Ramses (benannt nach dem ägyptischen Pharao) ein in der Tradition des Ischtar-Kultes inszeniertes Essen für die Feier seiner Freundin zubereitet, hegt er den Verdacht, Ramses könne der gesuchte Mörder sein.
Nachdem ein Anruf beim Professor den verdächtigen Ramses zudem als Autor eines Buches über Alte, seltsame religiöse Riten entlarvt, lässt die Polizei das kleine Geschäft des ägyptischen Gastwirts untersuchen. Im Keller stoßen sie auf eine mit rituellen Gegenständen wie einer Ischtar-Statue ausgestattete Küche, in der die zerteilten Überreste der Opfer herumliegen. Ramses liefert derweil sein bereits fertiges „Festmahl“ für die geplante Feier ab, die aber noch rechtzeitig von der Polizei unterbrochen werden kann. Auf der Flucht wird Ramses von der Mechanik eines Müllabfuhrwagens zerquetscht.

## Hintergründe
- Der für die damalige Zeit außerordentlich blutig inszenierte, heute fast unfreiwillig komisch wirkende Exploitationfilm wurde mit dem reißerischen Slogan „nothing so appalling in the annals of horror“ angekündigt. Personen mit Herzproblemen sowie Müttern mit Kindern wurde im Werbe-Trailer nahegelegt, den Kinosaal für 90 Sekunden zu verlassen. Blood Feast zeigt unter anderem die Abtrennung eines Beines, das Herausreißen einer Zunge, das Herausnehmen von inneren Organen und die Zerstückelung einer Leiche (sowie ihre Verarbeitung in Kochtopf und Backofen) – Handlungen, die erst in den 1980er Jahren zum festen und gewohnten Bestandteil des Horrorfilms werden sollten. Blood Feast ist damit der erste Film, der Splatter- und Gore-Effekte derart explizit in das Zentrum der Handlung stellt. „Das Drumherum“, schreibt Björn Last in seiner Rezension für die Filmzentrale, habe Lewis nach eigener Aussage „erst dazugedichtet, nachdem er wusste, wie schrecklich und detailliert seine Mordszenen auszusehen haben.“ Mittlerweile gilt der Film seiner Fangemeinde als Kultfilm, während distanziertere Beobachter vor allem die schlechten Trickeffekte und die noch schlechteren schauspielerischen Leistungen bemerken, die vor allem durch Overacting und abgelesene Dialoge geprägt sind.
- Der mit einem Budget von 24.500 US-Dollar gedrehte Film spielte im Laufe der Jahre etwa 6,5 Millionen US-Dollar ein.
- In Deutschland ist Blood Feast durch einen Beschluss des Amtsgerichts Karlsruhe am 20. Januar 2004[1] nach § 131 StGB (Gewaltdarstellung) beschlagnahmt. Zur Beschlagnahme ist 2004 eine Broschüre mit dem Titel „Verboten!“ erschienen, in der sich der Beschlagnahmebeschluss, filmwissenschaftliche und juristische Stellungnahmen sowie ein Statement des Regisseurs befinden.
- Die Regisseurin Jackie Kong drehte 1986 den Film Blood Diner, der eine Hommage an Blood Feast darstellen sollte, und unter Fans des Genres ebenfalls hohes Ansehen genießt.
- Die Szene, in der Ramses einer jungen Frau die Zunge herausreißt, wurde mit Hilfe von Kunstblut und einer Schafszunge gedreht.
- Der Low-Budget-Trash-Horrorfilm Die Rache der 1000 Katzen (La noche de los mil gatos) aus dem Jahre 1972 wurde in den USA auch unter dem Titel Blood Feast vermarktet.

## Kritiken
- Haikos Filmlexikon bezeichnet den Film als „grottenschlecht“ – so schlecht, dass ihn dies zu einem Kultfilm mache. Die Darstellung der Schauspieler wird als „grausig“ beschrieben.
- Björn Last beurteilt den Film als „ein unterhaltsames Trashmovie: campy, billig, humorvoll und schrill“. Die Liste der Kontinuitätsfehler sei gigantisch, inhaltliche und logische Albereien gäbe es zuhauf, und die Schauspieler seien alles andere als überzeugend. Lewis’ selbstkomponierter Score setze dem allen eine Krone auf. Krudes Drummachine-Gebummere ohne Stil, dafür aber mit dem gewissen eigentümlichen Charme, der Blood Feast die ganze Zeit umgäbe.

## Fortsetzung und Neuverfilmung
2002 erschien eine Fortsetzung unter dem Titel Blood Feast 2 – All u can eat. Zunächst durfte Blood Feast 2 in einer zensierten FSK ab 18 Fassung in Deutschland verkauft werden, Laser Paradise veröffentlichte auch die ungekürzte und ungeprüfte Fassung des Films, doch am 2. Dezember 2011 wurde vom AG Frankfurt am Main die Beschlagnahme wegen Gewaltdarstellung nach §131 StGB ausgesprochen.
Ab 2015 wurde unter der Regie von Independentregisseur Marcel Walz mit Blood Feast – Blutiges Festmahl eine Neuverfilmung von Blood Feast gedreht. Die Weltpremiere des Films fand am 27. August 2016 auf dem Frightfest in Großbritannien statt. In den USA soll der Film im Juni 2017 eine Kinoveröffentlichung erhalten. Die Goreeffekte wurden von Ryan Nicholson entwickelt. Herschell Gordon Lewis hat einen Auftritt als Professor Lou Hershell.